# كيفن كوفمان
كيفن كوفمان (بالإنجليزية: Kevin Coffman)‏ هو لاعب كرة قاعدة أمريكي، ولد في 19 يناير 1965 في أوستن في الولايات المتحدة.

## وصلات خارجية
- كيفن كوفمان على موقعبيزبول رفرنس.كوم (الدوري الرئيسي) (الإنجليزية)
- كيفن كوفمان على موقعبيزبول رفرنس.كوم (الدوري الثانوي) (الإنجليزية)